# Carole Quintonová
Carole Louise Quintonová (* 11. července 1936 Rugby) je bývalá britská atletka, která startovala hlavně na 80 metrů překážek. V roce 1960 letní olympijské hry konané v Římě, kde získala stříbrnou medaili na 80 m překážek. Startovala za Anglii a získala stříbrnou medaili na 80 metrů překážek na hrách Britské říše v roce 1958 ve Cardiffu ve Walesu.